# 青瞻星魚
青瞻星魚（学名：Xenocephalus elongatus），又名奇頭鰧;大頭丁、眼鏡魚、含笑、向天虎，为瞻星魚科青鰧屬下的一个种。